# Nelly Evans Risco
Nelly Marión Evans Risco de Álvarez-Calderón (21 de diciembre de 1943) es una ex religiosa, monja y profesora de secundaria peruana, condenada por terrorismo y que formó parte del grupo terrorista Sendero Luminoso.

## Biografía
Hija de Stanley Evans Lembcke y Nelly Risco Bohl. Estudió en el Colegio Villa María de la ciudad de Lima.
Ingresó a la Congregación de las Hermanas Siervas del Corazón Inmaculado de María, la cual abandonó.
Estudió la carrera de Educación Secundaria con especialización en Filosofía y Ciencias Sociales en la Pontificia Universidad Católica del Perú.
Se casó con Carlos Álvarez-Calderón Ayulo, quien también fue religioso.
Trabajó en colegios del distrito de Villa El Salvador, en los cuales promovió círculos de estudios de las obras de José María Arguedas. Se cree que en este tiempo fue reclutada por la organización terrorista Sendero Luminoso.
Evans arrendó inmuebles para el terrorista Abimael Guzmán.
Fue capturada el 31 de enero de 1991 en una casa de la urbanización Chacarilla del Estanque donde se encontró documentos y videos de Sendero Luminoso.
En el 2006 fue condenada por delito de filiación terrorista a 15 años de prisión y al pago de una reparación civil de cien mil nuevos soles. La condena tuvo esa duración debido a que era la máxima pena para el delito de terrorismo cuando Evans fue detenida.
El 10 de marzo de 2006 fue excarcelada debido a que había cumplido la pena.